# FDJ-Studienjahr
Das FDJ-Studienjahr (auch FDJ-Lehrjahr, FDJ-Schulungszirkel und FDJ-Schuljahr) war eine regelmäßige obligatorische politische Bildungsmaßnahme für die Mitglieder der Freien Deutschen Jugend (FDJ) in der DDR. Hauptformen waren die „Zirkel junger Sozialisten“, die Prüfungen für das Abzeichen für gutes Wissen und die Pionierzirkel „Unter der blauen Fahne“ für Schüler der 7. Schulklassen.
Das FDJ-Studienjahr war thematisch und organisatorisch von den regulären und von thematischen Mitgliederversammlungen der Grundorganisationen der FDJ getrennt.

## Mitgliederschulungen – Vorläufer des Studienjahres
Die neu gegründete FDJ verzichtete in den ersten Statuten auf einen Ausschließlichkeitsanspruch. Ideologische Ziele wurden offiziell nicht formuliert. Die für die Gründung notwendig gewesenen Zugeständnisse zeitigten später für die im April 1946 aus der Zwangsvereinigung von KPD und SPD hervorgegangene Sozialistische Einheitspartei Deutschlands (SED) gegenteilige Wirkungen. Die nichtkommunistischen Jugendlichen in den Ausschüssen verfolgten ihre eigenen Anschauungen und Ziele und widersetzten sich mehr oder weniger offen den Hegemoniebestrebungen der SED. Die Jungkommunisten beschwerten sich bei ihrer Parteiführung, dass z. B. die Pfarrjugenden in der FDJ „einen Staat im Staat“ bilden würden. Sie bemängelten auch das „niedrige politische Niveau“ der FDJ. Der Aufruf an die gesamte Parteijugend der SED, stärker in der FDJ mitzuarbeiten, stieß bei der zunächst auf wenig Widerhall. Allein in Sachsen zählte die FDJ 70.000 Mitglieder, aber nur 10–20 Prozent der jugendlichen Genossen war der FDJ beigetreten. Dem gegenübertretend zeichnete die Parteiführung eine „Vision von zehntausenden jungen SED-Mitgliedern, die, regelmäßig von der Partei geschult, innerhalb der FDJ ihre Altersgenossen für die Ziele der SED gewinnen würden…“ Der Jugendverband sollte als „Erziehungsorganisation“ wirken, wenngleich die Politik nicht den gesamten Charakter ausmachen sollte.:103f
Bereits im Mai 1946 arbeitete die FDJ-Führung einen Leitfaden für die Schulungsarbeit, der sich nicht nur mit der Schulung der Funktionäre und ihrer potentiellen Nachfolger befasste. Der Gefahr der Verflachung der lokalen FDJ-Grundorganisationen sollte mit „antifaschistischer Aufklärungs- und Schulungsarbeit“ begegnet werden. „Neben den Besprechungen von Jugend- und Tagesfragen in den Heimabenden empfahl die FDJ-Spitze, etwa alle 14 Tage auf besonderen Schulungs- oder Bildungsabenden Vorträge mit anschließender Aussprache über allgemeinbildende und politische Themen abzuhalten.“ Im Winter 1946/47 waren das:
1. Was ist Demokratie
2. Jugend und Nation
3. Die FDJ – die fortschrittlichste Organisation der deutschen Jugend
4. Feinde des Fortschritts – Feinde der Jugend
5. Freundschaft der Jugend – Freundschaft der Völker
6. Die Sowjet-Union[2]:193f

Die Schulungsabende sollten jugendgemäß gestaltet werden.
Bis 1949 erreichten die Funktionärsschulungen 90 % aller Jugendfunktionäre, die Mitgliederschulungen 71 % aller FDJ-ler.:329

## Einführung und ideologische Ausrichtung des FDJ-Studienjahres
Spätestens ab 1947 waren die politischen Spannungen unter den Siegermächten offensichtlich. Der Zusammenschluss der Westzonen zur Bizone und später Trizone und die Blockbildung der Sowjetunion im Osten Europas standen im krassen Widerspruch zu einer bis dahin vermeintlich angestrebten einheitlichen demokratischen Entwicklung Deutschlands. Der Kalte Krieg war endgültig ausgebrochen. Einher gingen ideologische Auseinandersetzungen innerhalb der FDJ über eine entsprechende inhaltliche Neuorientierung.
Die Sowjetunion forderte im Sommer 1947 die SED auf, „mehr Kampfgeist, ideologische Geschlossenheit und ein deutlicheres Bekenntnis zur Sowjetunion an den Tag zu legen“.:208 Die FDJ suchte erstmals den offiziellen Kontakt zum sowjetischen kommunistischen Jugendverband Komsomol, der als Vorbild für die FDJ aufgebaut wurde. Allerdings stießen diese Bestrebungen bei den meisten Jugendlichen auf einen tiefsitzenden Antisowjetismus, der noch aus der NS-Propaganda des Antibolschewismus und den eigenen Erfahrungen mit den sowjetischen Besatzern herrührte. Die Freie Deutsche Jugend sah sich mit vielen Jugendlichen konfrontiert, die über keinen „festen sozialistischen Klassenstandpunkt“ verfügten.
„Die kontinuierliche Gleichsetzung der SED-Politik mit den Begriffen Fortschritt und Demokratie ermöglichte es Erich Honecker, in seinem Grußwort (an den II. Parteitag der SED im September 1947 – d. Verf.) namens des Jugendverbandes die Übereinstimmung von SED und FDJ zu betonen, ohne dass damit der Standpunkt der Überparteilichkeit (der FDJ - d. Verf.) verletzt zu werden schien.“:209 In Wahrheit kam immer mehr das Gegenteil zum Vorschein. Schließlich sprach der SED-Parteivorstand nach seiner Apriltagung 1948 in einer öffentlichen Erklärung erstmals „von der Bedeutung der FDJ als Verbündete im Kampf der Partei.“ In ihr wurde „offen darüber geklagt, daß die führende Rolle der Partei in der gesamten Jugendarbeit … nicht hinreichend zum Ausdruck komme.“:251
Im Kampf um die Köpfe forderte die FDJ schließlich 1948 ihre Mitglieder zum Studium des Marxismus-Leninismus, damals Stalinscher Prägung, auf. 1948 traten die christlichen Mitbegründer der FDJ, der evangelische Pfarrer Oswald Hanisch und der katholische Domvikar Robert Lange, aus der FDJ aus. Die FDJ radikalisierte ihre Polemik gegen den Westen. Auf der 1. Funktionärskonferenz der FDJ 1950 bekannte sich der Jugendverband endgültig zur Führung durch die SED.
Der Zentralrat der FDJ beschloss auf seiner 6. Tagung im Juli 1950 die Einführung eines einheitlichen FDJ-Schuljahres. 1951 wurde das FDJ-Studienjahr erstmals durchgeführt. Es sollte organisatorisch die Einbeziehung aller FDJ-Mitglieder und inhaltlich die Erreichung der gewünschten Bildungs- und Propagandaziele durch kontinuierliche Vermittlung und jährliche Erfolgskontrolle sichern.
Die FDJ sah parallel dazu die Notwendigkeit, „einen besonderen Stellenwert der Rolle des Propagandisten zuzurechnen, der fest auf dem Boden des Marxismus-Leninismus steht und als überzeugter und begeisterter Mensch Klarheit in unseren politischen Gegenwartsfragen besitzt und auftritt. Es war unumgänglich, zunächst einmal besonderes Augenmerk auf die politische Zuverlässigkeit und Ausbildung der Propagandisten zu legen, wofür Propagandistenlehrgänge, die der Wissensvermittlung dienten, abgehalten wurden...“

## Ziele
Durch die organisatorische Verankerung des FDJ-Studienjahres in die tägliche FDJ-Arbeit und die anfangs moralische, später zwingendere Verpflichtung zur Teilnahme wurden nahezu alle FDJ-Mitglieder einbezogen. Das entsprach dem Ziel, breiteste Kreise der Jugend zu erreichen.
Inhaltlich standen bei der Einführung die Reden und Schriften Stalins noch im Mittelpunkt. Gegenstand waren später das Studium und die Diskussion der Grundfragen des Marxismus-Leninismus in enger Verbindung mit der Politik der SED. Die Teilnehmer sollten Schlussfolgerungen für das eigene politische Verhalten ableiten. Es wurden zudem aktuelle Themen angesprochen. Besonders problematisch wurden diese für die Kursleiter seit Gorbatschows Perestroika ab 1986.
Um die Ziele durchzusetzen, wurden jährlich konkrete Themen behandelt und geprüft. Die Lehrprogramme wurden vorher vom Zentralrat der FDJ bestätigt. Hier einige Einzelbeispiele:
1. Verfassung der DDR
2. Verfassung der FDJ
3. Buchlesungen unter anderen über Gorkis Die Mutter, Heines Deutschland. Ein Wintermärchen oder Kubas Gedicht vom Menschen.[5]:196 und
4. weitere...

1. Nach der Entscheidung des Zentralkomitees der SED anläßlich seines 135. Geburtstages und 70. Todestages 1953 als Karl-Marx-Jahr zu begehen: Leben von Karl Marx und
2. Bedeutung des Manifest der Kommunistischen Partei[5]:252
3. weitere...

1. Bildung von zusätzlichen Zirkeln „Junger Sozialisten“ im Rahmen des FDJ-Schuljahres für diejenigen, denen die bisher erworbenen Kenntnisse nicht mehr ausreichten bzw. die für die Kaderreserve herangezogen werden könnten[5]:300
2. weitere...

1. Entsprechend dem Beschluß des Politbüros der SED vom 3. Mai 1966 das Studium von Werken der Klassiker des Marxismus-Leninismus und der Geschichte der Arbeiterbewegung in Deutschland[5]:406
2. weitere...

1. Im Rahmen des Leninaufgebots der FDJ die Rede Lenins auf dem III. Komsomolkongress sowie
2. Lenins Drei Quellen und drei Bestandteile des Marxismus sowie
3. Marx´ Staat und Revolution[5]:438 und
4. weitere...

1. Die 2. Tagung des Zentralrats der FDJ erörterte die Schlußfolgerungen aus dem VIII. Parteitag  der SED. Sie legte fest, das FDJ-Studienjahr zu nutzen für die systematische Auswertung der Parteitagsmaterialien. Im Mittelpunkt standen der Rechenschaftsbericht des ZK der SED sowie
2. die Direktive zum Fünfjahresplan[5]:465 und
3. weitere...

1. In Vorbereitung der Weltfestspiele der Jugend und Studenten 1973 in Berlin wurden Fragen und Probleme der internationalen Jugendbewegung besprochen sowie
2. spezielle Termine organisiert wie z. B. „Treffpunkt Festival“, Begegnung mit Arbeiterveteranen, Treffen an historischer Stätte und „Roter Treff“ sowie
3. Vorbereitung auf die Diskussionen mit den jungen Menschen aller Kontinente und verschiedener Weltanschauungen[5]:483f und
4. weitere...

1. Auf dem IX. Parteitag der SED im Mai 1976 wurde die Aufgabe der Jugend formuliert, die „entwickelte sozialistische Gesellschaft“ weiter zu gestalten und grundlegende Voraussetzungen für den allmählichen Übergang zum Kommunismus zu schaffen. In Folge wurde eine kommunistische Erziehung als Grundanliegen der Jugendpolitik der SED und zur Hauptaufgabe der FDJ erklärt.[5]:554 Das fand seinen Niederschlag auch in der inhaltlichen Ausgestaltung der Themen in den folgenden FDJ-Studienjahren. Im Mai 1977 wurde vom Zentralrat der FDJ die „Konzeption für die Weiterführung des Studienjahres der FDJ ab 1977“ beschlossen. Neben der Verstärkung der theoretischen und aktuellpolitischen Bildung sollten die Heranwachsenden die „Hauptaufgabe in der Einheit von Wirtschafts- und Sozialpolitik“ als Herausforderung begreifen, um auf allen Gebieten nach Höchstleistungen zu streben.[5]:579
2. Auswertung der Beschlüsse des IX. Parteitages der SED sowie
3. Wesen und Merkmale der „entwickelten sozialistischen Gesellschaft in der DDR“ sowie
4. Fragen des allmählichen Übergangs zur Schaffung der Grundlagen einer kommunistischen Gesellschaft sowie
5. Wesen und Voranschreiten des „revolutionären Weltprozesses“[5]:626f und
6. weitere...

- Im Januar 1988 erschien im Verlag „Junge Welt“ ein blaues Buch im A5-Format unter dem Titel „Fragen an die Geschichte der DDR“. Dieses verstand sich laut Vorwort als „Handreichung zum FDJ Studienjahr 1988/89 in Vorbereitung auf den 40. Jahrestag der Gründung der DDR“[6] und
- weitere...

## Organisation
Das FDJ-Studienjahr war eine in der Regel monatlich durchgeführte circa zweistündige Schulungsveranstaltung. Es diente außerhalb des staatlichen Schulunterrichts ab der achten Klasse in der DDR der erweiterten politisch-ideologischen und philosophischen Ausbildung und Ausrichtung ihrer Mitglieder.
Die späteren Jugendgesetze der DDR von 1960 und 1974 und die Schulgesetze von 1959 und 1965 bildeten (später) die Grundlage der engen Verbindung von Schule und FDJ. Lehrer, an Hochschulen, Universitäten auch Dozenten gestalteten neben den eigenen Propagandisten das FDJ-Studienjahr sowie FDJ- bzw. SED-Funktionäre. Des Weiteren diskutierten staatliche Leiter, Offiziere, Künstler und Wissenschaftler mit Jugendlichen über aktuelle und Grundfragen der Zeit.:627

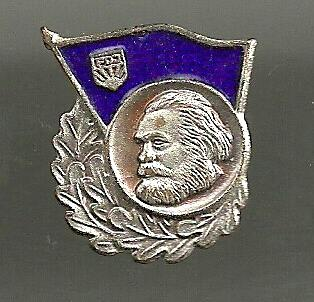
Abzeichen für Gutes Wissen in Silber – 4. Variante 1962–1975

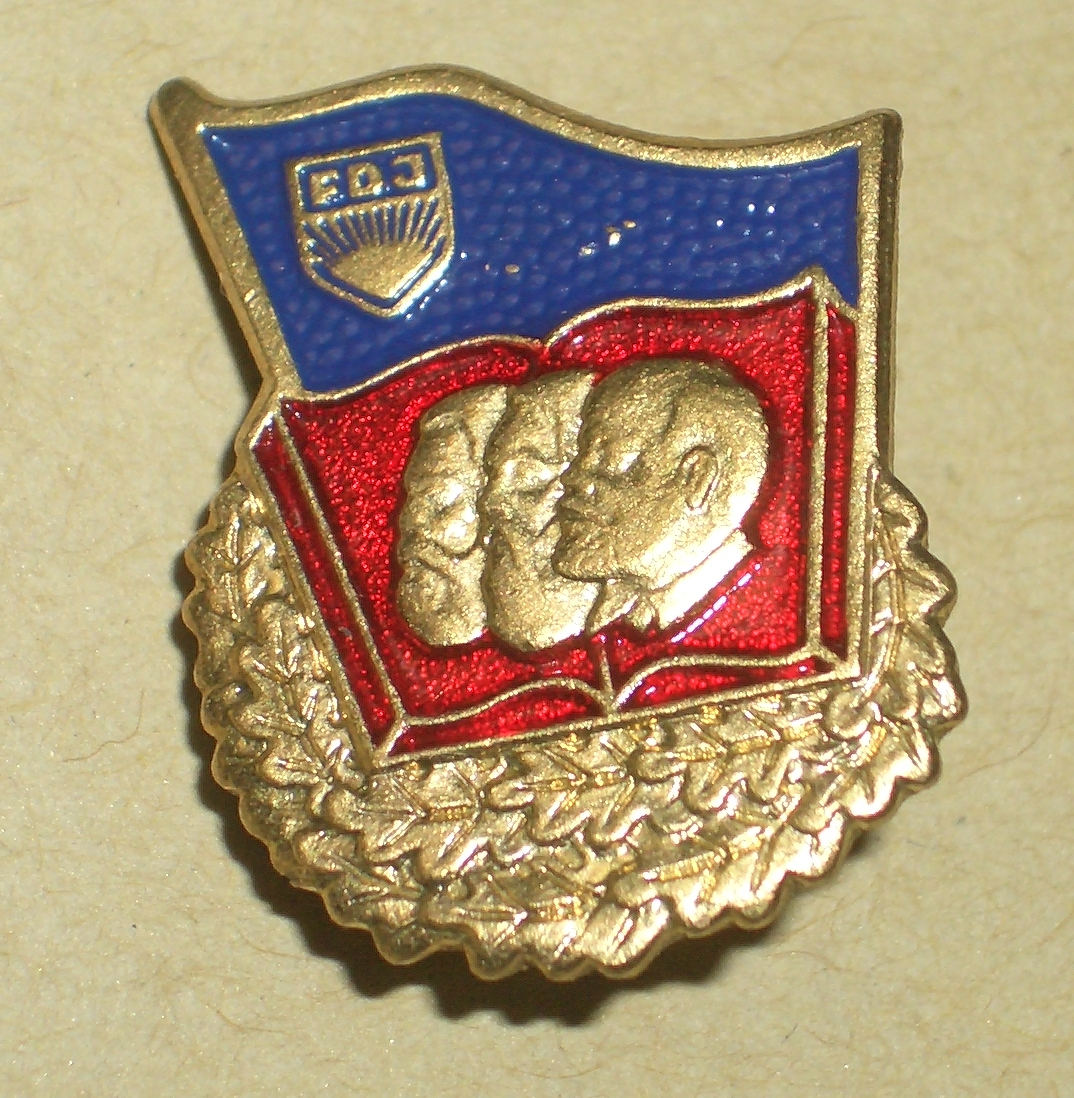
Abzeichen für gutes Wissen in Gold 5. und letzte Variante 1976–1990

Das FDJ-Studienjahr war von FDJlern aller Teilnehmerstufen zu besuchen. In der Regel wurden die erstmaligen Teilnehmer der ersten Stufe zugeteilt, die zum vom Zentralrat der FDJ 1949 gestifteten Abzeichen für gutes Wissen in Bronze führen konnte. Die Zirkel der Stufe 2 führte zu Silber und Stufe 3 zu Gold. In der Regel wurden die erfolgreichen Teilnehmer einer Stufe in der nächsthöheren Stufe weiter geschult. Die jeweils höhere Stufe sollte sich nach Ansicht der SED- und FDJ-Führung durch in ihren Augen anspruchsvollere theoretische und aktuellpolitische Themenniveaus von der vorherigen Stufe abheben.
Bestandteil des Studienjahres waren auch erweiterte Jugendforen aus aktuellen Anlässen.:627 Neben den eigentlichen Schulungen wurden auch örtlich unterschiedlich Kinobesuche, Vorträge von Künstlern, Eltern oder andere Veranstaltungen organisiert.
Das vermittelte Wissen wurde nach einem Schuljahr einer Prüfung unterzogen, die aus einem schriftlichen Teil (einer Arbeit über ein konkretes Thema) und einem mündlichen Teil, in dem weitere Kenntnisse von Themen aus dem aktuellen Studienjahr hinterfragt wurden, bestand.
Im Ergebnis wurde den Teilnehmern je nach Teilnehmerstufe das entsprechende Abzeichen verliehen, wenn die Prüfungen aus Sicht der Prüfungskommissionen erfolgreich abgelegt wurden.

## Ergebnisse

### Quantitativ
Von der anfänglichen Werbung gingen Partei- und FDJ-Führung in eine zunehmende Verpflichtung zur Teilnahme über. Das Ziel, breiteste Massen der Jugendlichen in der SBZ und ab 1949 der DDR zu erfassen, wurde durchaus erfüllt, wenn auch Seminare vereinzelt ausfielen oder einzelne Mitglieder sich erfolgreich fernhielten.
Im ersten Jahr 1949/50 besuchten Hunderttausende FDJ-ler 11.900 Zirkel. Im FDJ-Studienjahr 1971/72 nahmen 1,3 Millionen Jugendliche in 59.546 Zirkeln teil,:465 im Rahmen derer 263.596 Abzeichen für Gutes Wissen erworben wurden.:462 1972/73 waren es 1,4 Millionen FDJ-ler in 63.974 Zirkeln.:483 1984/85 nahmen circa 1,7 Millionen Mitglieder der FDJ und weitere Jugendliche ... in über 85.000 Zirkeln am FDJ-Studienjahr und drei Millionen Teilnehmer an 180.000 Jugendforen teil.

### Qualitativ
Wertungen der politischen Zielerreichung gibt es zu damaliger Zeit offiziell nicht. Intern wurden die Ergebnisse jährlich in Stellungnahmen des Zentralrats der FDJ ausgewertet. Während diese offiziell die eigenen Erfolge pries, gab es intern durchaus sehr kritische Einschätzungen, die durch die Ereignisse 1989 bestätigt wurden.
Nach der Wiedervereinigung Deutschlands 1990 gab es differenzierte Bewertungen auch der FDJ-Studienjahre. Beispiele:

„Die Propaganda-Broschüren zur ideologischen Schulung zum Beispiel im FDJ-Studienjahr blieben auf einem plakativen Niveau, boten keinen Stoff zur geistigen Auseinandersetzung mit den Ideen von Marx, Engels und Lenin. Seitens der Partei wurde den FDJ-Funktionären auch nicht zugetraut, diese ideologische Überzeugungsarbeit leisten zu können.“

„Das FDJ-Studienjahr blieb seinen traditionellen Formen verhaftet, so wie es an den Schulen in den Sechzigerjahren installiert worden war. Viele Themen hatten einen noch stärkeren theoretischen Beigeschmack bekommen. Die Begleitmaterialen mit ihren dogmatischen Lehrsätzen vermochten kaum zu engagierten Diskussionen anzuregen. Spannend wurde es immer dann, wenn sich die Diskussionen verselbstständigten, wenn plötzlich tagesaktuelle Fragen zur Diskussion standen und der anwesende Gruppenleiter die Diskussion nicht abbrach. Geschickte Diskussionsleiter setzten die Planthemen sogleich in aktuelle, brisante Fragestellungen um, ließen diskutieren und stellten am Ende „verwundert“ fest, dass man leider zum eigentlichen Programm nur am Rande gekommen sei.“